# سول رودريغيز
سول رودريغيز (بالإسبانية: Sol Rodriguez)‏ هي عارضة ومغنية وممثلة أرجنتينية، ولدت في 17 أبريل 1990 في Colombia (disambiguation) ‏.

## وصلات خارجية
- سول رودريغيز على موقع IMDb (الإنجليزية)
- سول رودريغيز على موقع قاعدة بيانات الفيلم (الإنجليزية)